# Казірате-д'Адда
Казірате-д'Адда (італ. Casirate d'Adda) — муніципалітет в Італії, у регіоні Ломбардія,  провінція Бергамо.
Казірате-д'Адда розташоване на відстані близько 470 км на північний захід від Рима, 30 км на схід від Мілана, 24 км на південь від Бергамо.
Населення — 4091 особа (2014).
Щорічний фестиваль відбувається 25 квітня. Покровитель — Святий Марко.

## Демографія
Населення за роками:

Станом на 1 січня 2023 року в муніципалітеті офіційно проживало 565 іноземців з 42 країн, серед них 101 громадянин країн Євросоюзу та 8 громадян України.

## Сусідні муніципалітети
- Арцаго-д'Адда
- Кальвенцано
- Кассано-д'Адда
- Ривольта-д'Адда
- Тревільйо